# Daniel Gómez Alcón
Daniel Gómez Alcón (Alcorcón, Comunidad de Madrid, 30 de julio de 1998) es un futbolista español que juega como delantero en el Real Zaragoza de la Segunda División de España.

## Trayectoria
Se formó en las categorías inferiores del Real Madrid C. F., a las que llegó con once años procedente de la A. D. Alcorcón. Años más tarde, las filas del Juvenil A, fue capaz de ver portería hasta en 32 ocasiones. Realizó una pretemporada con el primer equipo, y en la campaña 2018-19 consiguió diez goles en 28 partidos, participando en el play-off de ascenso a Segunda División.
En julio de 2019 fue cedido al C. D. Tenerife para disputar la temporada 2019-20 en Segunda División, categoría en la vio puerta nueve veces en 38 encuentros.
El 31 de julio de 2020 se hizo oficial su traspaso al Levante U. D. para las siguientes cinco temporadas, siendo su presentación con la entidad granota el miércoles 26 de agosto. En su segundo año el equipo descendió a Segunda División, y en el mes de agosto fue cedido al R. C. D. Espanyol hasta junio de 2023.
Regresó al Levante U. D. en la temporada 2023-24, durante la cual alcanzó los cien partidos con el equipo, y en agosto de 2024 volvió a ser prestado, en esta ocasión al Valencia C. F. Hizo su debut el día 17 de ese mismo mes ante el F. C. Barcelona. En el primer tramo de la campaña anotó tres goles y en febrero se canceló la cesión para fichar por el Real Zaragoza, equipo con el que firmó hasta 2028.

## Clubes
Actualizado al último partido disputado el 30 de mayo de 2025.
| Club                                | Div.          | Temporada     | Liga  | Liga  | Copas nacionales | Copas nacionales | Total | Total |
| Club                                | Div.          | Temporada     | Part. | Goles | Part.            | Goles            | Part. | Goles |
| ----------------------------------- | ------------- | ------------- | ----- | ----- | ---------------- | ---------------- | ----- | ----- |
| Real Madrid Castilla C. F. · España | 2.ª B         | 2017-18       | 25    | 6     | ―                | ―                | 25    | 6     |
| Real Madrid Castilla C. F. · España | 2.ª B         | 2018-19       | 28    | 10    | ―                | ―                | 28    | 10    |
| Real Madrid Castilla C. F. · España | Total club    | Total club    | 53    | 16    | 0                | 0                | 53    | 16    |
| C. D. Tenerife · España             | 2.ª           | 2019-20       | 38    | 9     | 4                | 2                | 42    | 11    |
| C. D. Tenerife · España             | Total club    | Total club    | 38    | 9     | 4                | 2                | 42    | 11    |
| Levante U. D. · España              | 1.ª           | 2020-21       | 34    | 2     | 6                | 0                | 40    | 2     |
| Levante U. D. · España              | 1.ª           | 2021-22       | 28    | 4     | 2                | 4                | 30    | 8     |
| R. C. D. Espanyol · España          | 1.ª           | 2022-23       | 8     | 0     | 1                | 0                | 9     | 0     |
| R. C. D. Espanyol · España          | Total club    | Total club    | 8     | 0     | 1                | 0                | 9     | 0     |
| Levante U. D. · España              | 2.ª           | 2023-24       | 34    | 5     | 1                | 1                | 35    | 6     |
| Levante U. D. · España              | Total club    | Total club    | 96    | 11    | 9                | 5                | 105   | 16    |
| Valencia C. F. · España             | 1.ª           | 2024-25       | 14    | 2     | 2                | 1                | 16    | 3     |
| Valencia C. F. · España             | Total club    | Total club    | 14    | 2     | 2                | 1                | 16    | 3     |
| Real Zaragoza · España              | 2.ª           | 2024-25       | 14    | 4     | ―                | ―                | 14    | 4     |
| Real Zaragoza · España              | Total club    | Total club    | 14    | 4     | 0                | 0                | 14    | 4     |
| Total carrera                       | Total carrera | Total carrera | 223   | 42    | 16               | 8                | 239   | 50    |
| 1.                                  |               |               |       |       |                  |                  |       |       |